# Antonio Slavich
Antonio Slavich (Fiume, 3 luglio 1935 – Bolzano, 11 marzo 2009) è stato uno psichiatra e politico italiano, collaboratore di Franco Basaglia e impegnato nella trasformazione metodologica dell'approccio alla psichiatria in Italia.

## Biografia
Slavich nacque a Fiume ma visse gli anni giovanili in Alto Adige, nella città di Bolzano, dove frequentò il liceo classico. In seguito si trasferì per studiare medicina presso l'Università degli Studi di Padova. Qui conobbe Franco Basaglia, che in quel momento dirigeva il reparto psichiatrico della clinica neurologica, e divenne prima suo studente poi suo collaboratore.

### Gorizia
In seguito, nel 1962, si trasferì a Gorizia dove Basaglia già dal 1961 aveva iniziato le sue prime esperienze innovatrici. Sul finire degli anni sessanta si spostò a Parma, sempre collaborando con Basaglia, poi divenne direttore dei servizi di salute mentale di Ferrara.

### Ferrara

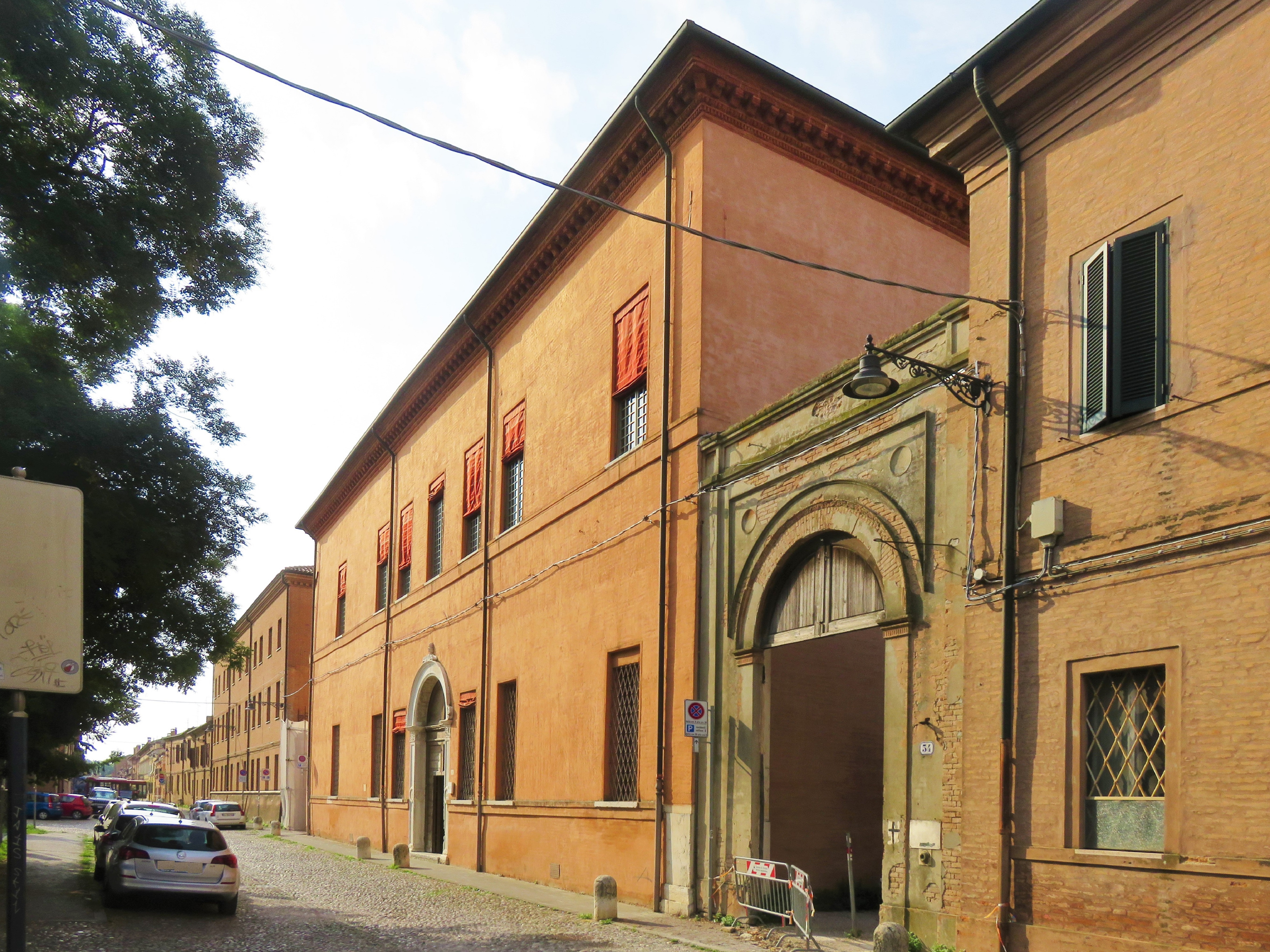
Palazzo Tassoni Estense, a Ferrara, a lungo sede dell'ospedale psichiatrico.

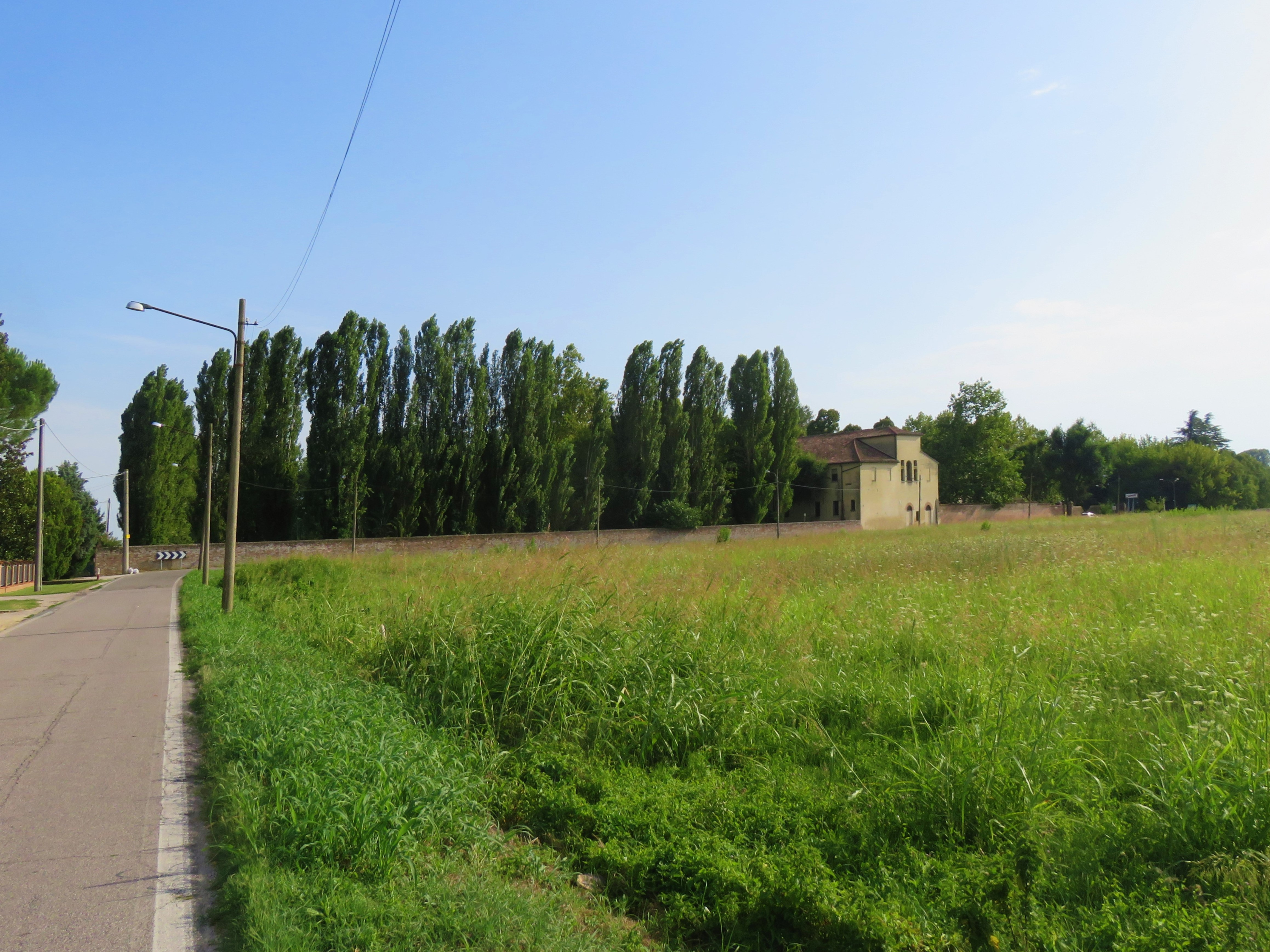
Struttura di San Bartolo, con le mura che la circondano.

L'importante esperienza nella città estense, che durò dal 1971 al 1978, portò innovazioni nell'approccio al disturbo mentale pure nella città emiliana. Divenuto direttore anche dell'ospedale psichiatrico, nel 1975, Slavich fece abbattere parte delle mura dell'antico palazzo di via della Ghiara, sede dell'ospedale. L'altra sede dell'ospedale psichiatrico, in quegli anni, era a San Bartolo, un antico convento col tempo utilizzato per accogliere i matti e Slavich, aiutato anche dai numerosi collaboratori e da rappresentanti dell'amministrazione locale, fece organizzare un trasporto-navetta tra il palazzo entro le mura e la sede fuori dalle mura, a San Bartolo, a circa tre chilometri di distanza, creando una nuova abitudine tra persone che sino a poco prima vivevano recluse in una struttura senza aver più contatti col mondo esterno. 
Nel febbraio 1977 si tenne nei locali aperti di palazzo Tassoni Estense il convegno La Scopa Meravigliante. Slavich così non solo aprì le porte del manicomio ma ottenne la collaborazione di persone solitamente estranee a quel mondo ed iniziò un'esperienza che gli veniva dal suo precedente incarico a Gorizia ed alla quale la struttura sanitaria di Ferrara non era abituata. 

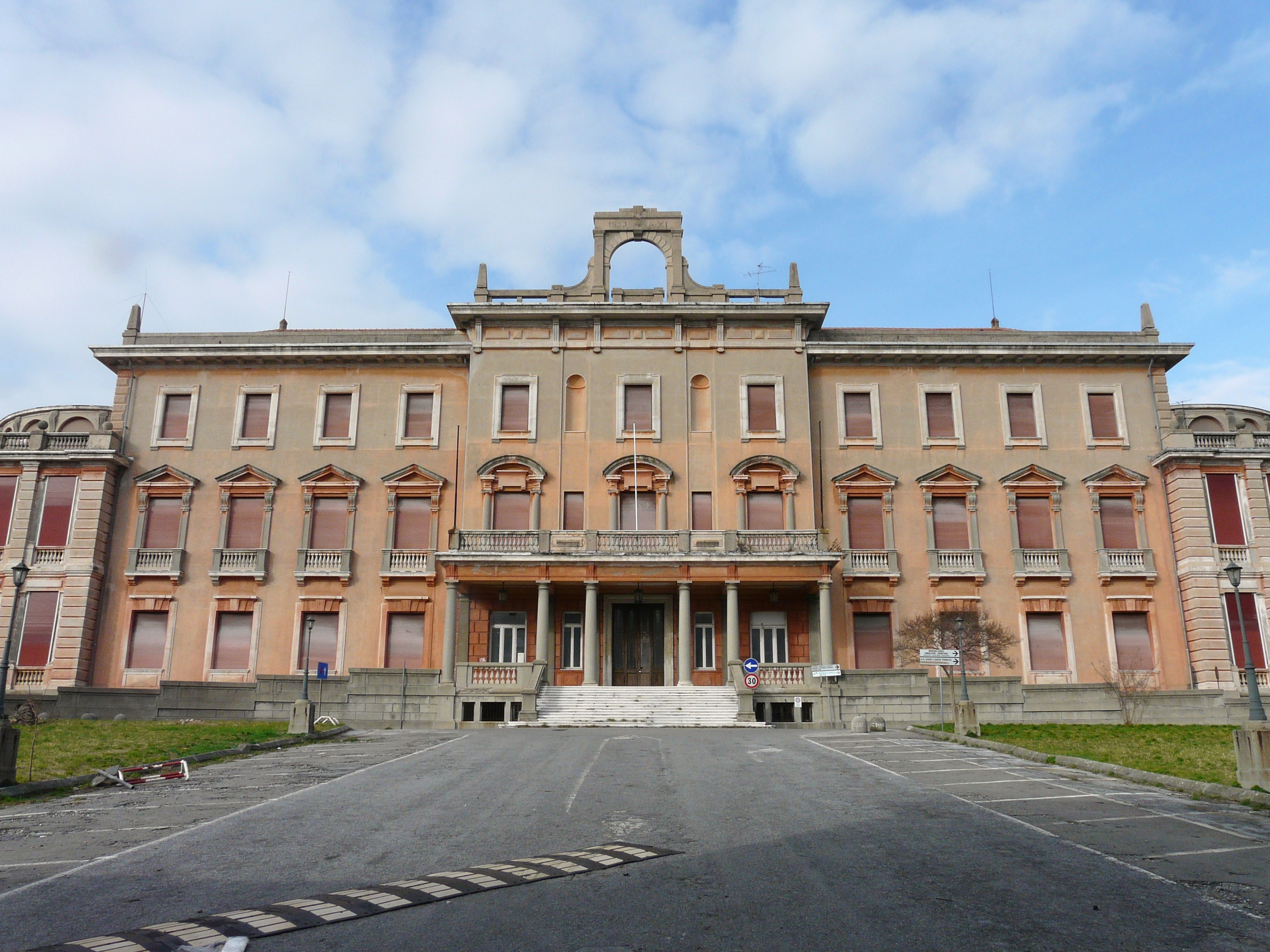
Ex ospedale psichiatrico provinciale di Quarto.

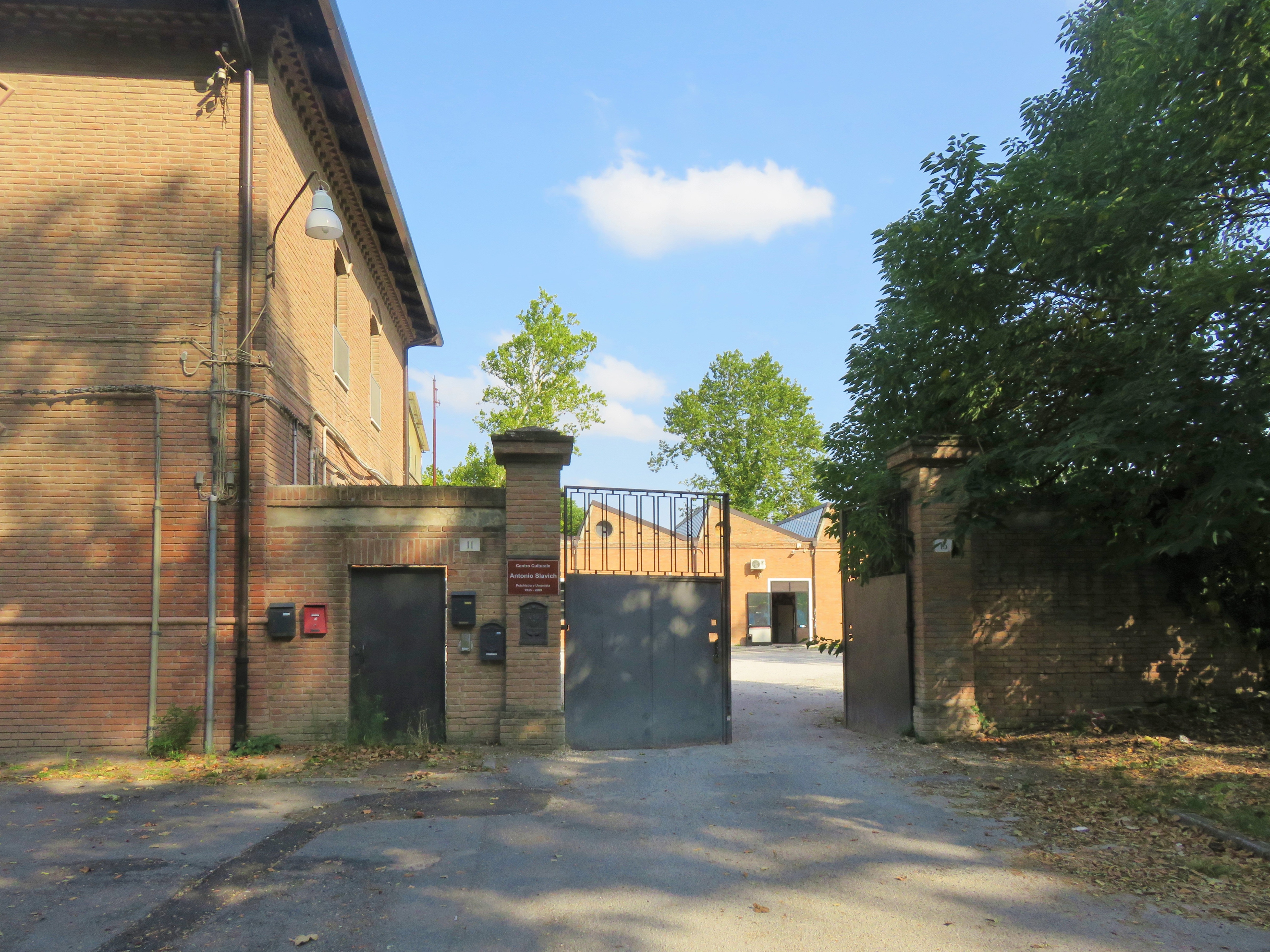
Centro culturale Antonio Slavich, sul Baluardo della Montagna.

L'attività teatrale divenne strumento del progetto di riforma ed a questa iniziativa contribuì il lavoro di Horacio Czertok.

### Quarto
In seguito ottenne un analogo incarico all'ospedale psichiatrico di Quarto a Genova.
A Quarto si impegnò anche sul piano politico e divenne consigliere comunale e provinciale.

## Riconoscimenti
- Gli è stato conferito nel 2008 il Premio ippogrifo (Premio città di Ferrara) per il suo impegno nella città estense dove rimase per sette anni.[9][10]
- Il Comune di Ferrara nel 2018 gli ha dedicato il centro culturale in viale Alfonso I d'Este 13.[11]
- L'Università degli Studi di Ferrara, nel 2019, lo ha indirettamente ricordato ponendo una targa commemorativa per il quarantesimo anniversario della legge Basaglia 180/1978 nel salone di ingresso di palazzo Tassoni, sede recente della facoltà di architettura che negli anni sessanta e settanta ospitava l'ospedale psichiatrico ferrarese.[12][13][14]

## Opere
- All'ombra dei ciliegi giapponesi: Gorizia 61, Merano, Edizioni Alphabeta Verlag, 2018, ISBN 9788872233153, OCLC 1047451589.
- La scopa meravigliante: preparativi per la legge 180 a Ferrara e dintorni: 1971-1978, prefazione di Giovanni Berlinguer, Roma, Editori riuniti, 2003, ISBN 9788835954231, OCLC 53450591.
- con Letizia Jervis Comba, Il lavoro rende liberi? commento a due assemblee di comunita dell'Ospedale psichiatrico di Gorizia, Parma, STEP, 1967, OCLC 963472717.
- con Edoardo Balduzzi, Franco Basaglia, Sergio Piro, Luigi Cancrini ed altri, Il giardino dei gelsi, Torino, Giulio Einaudi editore, 1979, OCLC 1108876403.